# Nonato Luiz
Nonato Luiz (né le 3 août 1952 à Lavras da Mangabeira) est un guitariste, compositeur et arrangeur brésilien de flamenco.

## Biographie
Son répertoire pour guitare comprend des genres et des styles « universels » (valses, choros, menuets, préludes, études, chansons) et étrangers (blues, flamenco) ainsi que des styles typiquement nordestins (baiões, xotes et frevos). Son premier album, intitulé Terra, sort en 1980, et sa discographie compte plus de 30 albums enregistrés, pour la plupart de sa propre composition, où Nonato Luiz se produit en solo. Dans d'autres, il explore les œuvres de compositeurs renommés, en les arrangeant pour la guitare, ou partage des collaborations avec d'autres instrumentistes. En tant que concertiste, il possède une carrière internationale consolidée, se produisant dans diverses parties du monde, principalement sur le continent européen, où il effectue des tournées chaque année, notamment à Salzbourg.
En plus de compositions réalisées individuellement ou en collaboration avec des paroliers tels qu'Abel Silva, Fausto Nilo, Sérgio Natureza et Capinam, Nonato Luiz se produit également ou enregistre aux côtés d'instrumentistes renommés tels que Turíbio Santos, Darcy Villa Verde, Paco de Lucía, Pedro Soler, Radamés Gnattali, Tulio Mourão, Egberto Gismonti, Dominguinhos, ainsi que
des artistes tels que Nara Leão, Fagner, Chico Buarque, Zélia Duncan, Ed Mota, Amelinha, entre autres. De plus, ses morceaux sont enregistrés par des guitaristes tels que Shin-Ichi Fukuda (Japon), Gerhard Reichenbach (Allemagne), David Burgess (États-Unis), et Ricardo Moyano (Argentine), entre autres.
Nonato Luiz remporte plusieurs prix, dont un Prêmio Sharp de Música, avec la chanson Baião da Rua, composée en collaboration avec Fausto Nilo. Il reçoit également la Medalha da Abolição (décernée par le gouverneur de l'État de Ceará à l'époque, Lúcio Alcântara), ainsi que les titres de citoyen de Fortaleza et de Crato. Il a déjà été honoré de la Commendation Chico Anysio, et nommé membre de l'ACECULT. Il fait également partie des rares Brésiliens à avoir publié en Europe un livre de partitions de ses compositions, intitulé Suite sexta em Ré para guitarra, édité par Henry Lemoine, à Paris, en plus de cinq autres livres de partitions, édités au Brésil.
En 2012, il enregistre un concert au Theatro José de Alencar pour un DVD commémorant ses 35 ans de carrière.

## Discographie
- 1980 : Terra
- 1982 : Diálogo (avec Pedro Soler)
- 1983 : Johannesburgo
- 1985 : Violão Brasileiro
- 1987 : Guitarra Brasileira
- 1990 : Fé Cega - Nonato Luiz toca Milton Nascimento
- 1991 : Gosto de Brasil (avec Luiz Alves et Djalma Corrêa)[6]
- 1992 : Carioca (avec Túlio Mourão)[7]
- 1993 : Reflexões Nordestinas
- 1994 : Nonato Luiz Interpreta Luiz Gonzaga
- 1996 : Violão em Serenata
- 1996 : Nave do Futuro (avec Alex Holanda)
- 1996 : Filhos do Solo (avec Manassés e Waldonys)
- 1997 : Reflexões Nordestinas
- 1999 : Mosaico
- 1999 : O Choro da Madeira
- 1999 : Retrato do Brasil
- 1999 : Os Bambas do Violão
- 1999 : Nonato Toca Beatles
- 2000 : Baú de Brinquedos (avec Abel Silva)
- 2000 : Palavra Nordestina (avec Fernando Rocha)
- 2001 : Ceará
- 2003 : Canções
- 2003 : Nordeste Ao Vivo no Mistura Fina (avec Fernando Rocha)
- 2004 : Choro em Sonata
- 2004 : Nonato Luiz e Antônio José Forte
- 2004 : Baião Erudito
- 2009 : Mangabeira (avec Túlio Mourão)
- 2009 : Dobrado (avec Adelson Viana)
- 2010 : Estudos, Peças e Arranjos
- 2010 : DVD Estudos, Peças e Arranjos
- 2012 : DVD Nonato Luiz (violão, 35 anos)
- 2014 : Natal Feliz com Nonato Luiz